# Copula (wiskunde)
Een copula is een simultane verdelingsfunctie waarvan elke marginale verdeling uniform is. Copula's worden gebruikt om de samenhang tussen stochastische variabelen te modelleren, onafhankelijk van de (marginale) verdelingen van de variabelen.

## Definitie
Een {\displaystyle n}-dimensionale copula is een functie {\displaystyle C:[0,1]^{n}\rightarrow [0,1]} met de eigenschappen:
1. {\displaystyle C(u_{1},\ldots ,u_{k-1},0,u_{k+1},\ldots ,u_{n})=0} voor iedere {\displaystyle k=1,\ldots ,n};
2. {\displaystyle C(1,\ldots ,1,u_{k},1,\ldots ,1)=u_{k}} voor iedere {\displaystyle k=1,\ldots ,n} en alle {\displaystyle u_{k}\in [0,1]};
3. {\displaystyle C} is {\displaystyle n}-stijgend.

Voor verdelingsfuncties {\displaystyle F} en {\displaystyle G} van uniforme stochastische variabelen {\displaystyle X} en {\displaystyle Y} zijn functies uit de Farlie-Morgenstern familie van {\displaystyle F} en {\displaystyle G} ook copula's, omdat de marginale dichtheden van een Farlie-Morgensternfunctie precies {\displaystyle F} en {\displaystyle G} zijn.